# UFC Fight Night: Shogun vs. Henderson 2
UFC Fight Night: Shogun vs. Henderson 2 è stato un evento di arti marziali miste tenuto dalla Ultimate Fighting Championship il 15 marzo 2014 al Ginásio Nélio Dias di Natal, Brasile.

## Retroscena
Il main event della card fu il rematch nella categoria dei pesi mediomassimi, tra il brasiliano Mauricio Rua e l'americano Dan Henderson. Il primo incontro, svolto a novembre del 2011 all'evento UFC 139, vide come vincitore Dan Henderson per decisione unanime, in un incontro considerato da molti il migliore dell'annata nonché uno dei match più belli della storia della UFC.
Il co-main event vide sfidarsi Cézar Ferreira e C.B. Dollaway. Inizialmente l'incontro era previsto per il 18 maggio all'evento UFC on FX: Belfort vs. Rockhold, ma successivamente entrambi i lottatori subirono un infortunio in allenamento.
Gleison Tibau doveva affrontare Mairbek Taisumov, ma il primo subì un infortunio e venne rimpiazzato da Michel Prazeres.
Ronny Markes superò i limiti di peso della sua categoria e non riuscendo a perderne ulteriormente, l'incontro passò da pesi medi a catchweight match con il limite massimo di 86,4 Kg.
A poche ore dall'inizio dell'evento l'UFC prese la decisione di licenziare il lottatore Will Chope e conseguentemente annullare il suo incontro che lo vedeva opposto a Diego Brandão: la motivazione è legata al passato di Chope e ad un evento in particolare accaduto nel 2009 quando l'atleta venne congedato con disonore dall'aeronautica militare statunitense per aver minacciato di morte la moglie.

## Risultati
|                  | Divisione                |                 |                 |                   | Metodo                                                    | Round           | Tempo           | Premio          |
| Card principale  | Card principale          | Card principale | Card principale | Card principale   | Card principale                                           | Card principale | Card principale | Card principale |
| ---------------- | ------------------------ | --------------- | --------------- | ----------------- | --------------------------------------------------------- | --------------- | --------------- | --------------- |
|                  | Pesi Mediomassimi        | Dan Henderson   | batte           | Maurício Rua      | KO (pugni)                                                | 3               | 1:31            | FOTN + POTN     |
|                  | Pesi Medi                | C.B. Dollaway   | batte           | Cézar Ferreira    | KO Tecnico (pugni)                                        | 1               | 0:39            |                 |
|                  | Pesi Leggeri             | Leonardo Santos | pareggia        | Norman Parke      | Parità per decisione di maggioranza (29-27, 28-28, 28-28) | 3               | 5:00            |                 |
|                  | Pesi Mediomassimi        | Fábio Maldonado | batte           | Gian Villante     | Decisione unanime (29-27, 29-28, 29-28)                   | 3               | 5:00            |                 |
|                  | Pesi Leggeri             | Michel Prazeres | batte           | Mairbek Taisumov  | Decisione unanime (30-25, 30-25, 30-25)                   | 3               | 5:00            |                 |
|                  | Pesi Piuma               | Rony Jason      | batte           | Steven Siler      | KO Tecnico (pugni)                                        | 1               | 1:17            |                 |
| Card preliminare |                          |                 |                 |                   |                                                           |                 |                 |                 |
|                  | Catchweight (190 libbre) | Thiago Santos   | batte           | Ronny Markes      | KO Tecnico (calcio al corpo e pugni)                      | 1               | 0:53            |                 |
|                  | Pesi Mosca               | Jussier Formiga | batte           | Scott Jorgensen   | Sottomissione (rear naked choke)                          | 1               | 3:07            |                 |
|                  | Pesi Welter              | Kenny Robertson | batte           | Thiago Perpétuo   | Sottomissione (rear naked choke)                          | 1               | 1:45            |                 |
|                  | Pesi Mediomassimi        | Hans Stringer   | batte           | Francimar Barroso | Decisione non unanime (29-28, 28-29, 29-28)               | 3               | 5:00            |                 |
|                  | Pesi Piuma               | Godofredo Pepey | batte           | Noad Lahat        | KO (ginocchiata in salto)                                 | 1               | 2:39            | POTN            |

## Premi
I lottatori premiati ricevettero un bonus di 50.000 dollari.
Legenda:
- FOTN: Fight of the Night (vengono premiati entrambi gli atleti per il miglior incontro dell'evento)
- POTN: Performance of the Night (viene premiato il vincitore per la migliore performance dell'evento)

## Incontri annullati
|  | Divisione    |               |        |                  | Motivo                    |
|  | ------------ | ------------- | ------ | ---------------- | ------------------------- |
|  | Pesi Leggeri | Gleison Tibau | contro | Mairbek Taisumov | Tibau infortunato         |
|  | Pesi Piuma   | Diego Brandão | contro | Will Chope       | Chope licenziato dall'UFC |